# Sony Center
Sony Center – kompleks budynków wykonanych przez firmę Sony na Potsdamer Platz w Berlinie. Jego architektem jest Helmut Jahn.
Budowa została ukończona w 2000 roku za sumę 800 milionów dolarów. W kompleksie znajdują się sklepy, restauracje, centra konferencyjne, pokoje hotelowe, biura, muzea, Kino CineStar oraz IMAX i sklep "Sony Style". Na terenie centrum dostępny jest darmowy hot spot Wi-Fi.
Kompleks zlokalizowany jest niedaleko stacji kolejowej Berlin Potsdamer Platz. W pobliżu usytuowane jest centrum handlowe i biurowiec Deutsche Bahn.

## Galeria

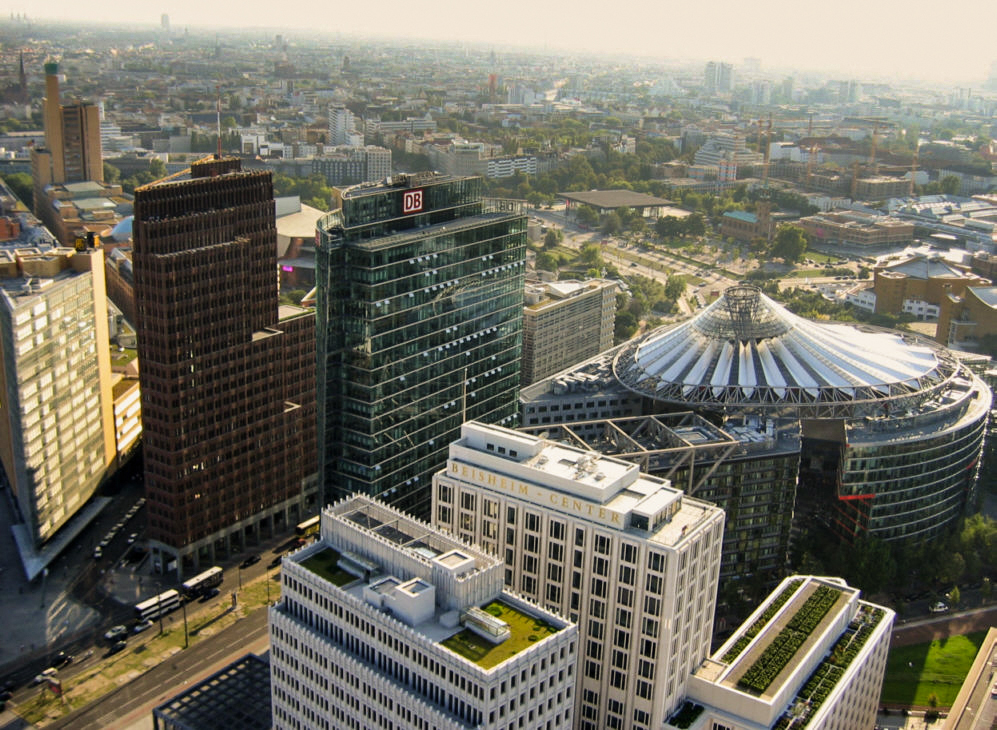
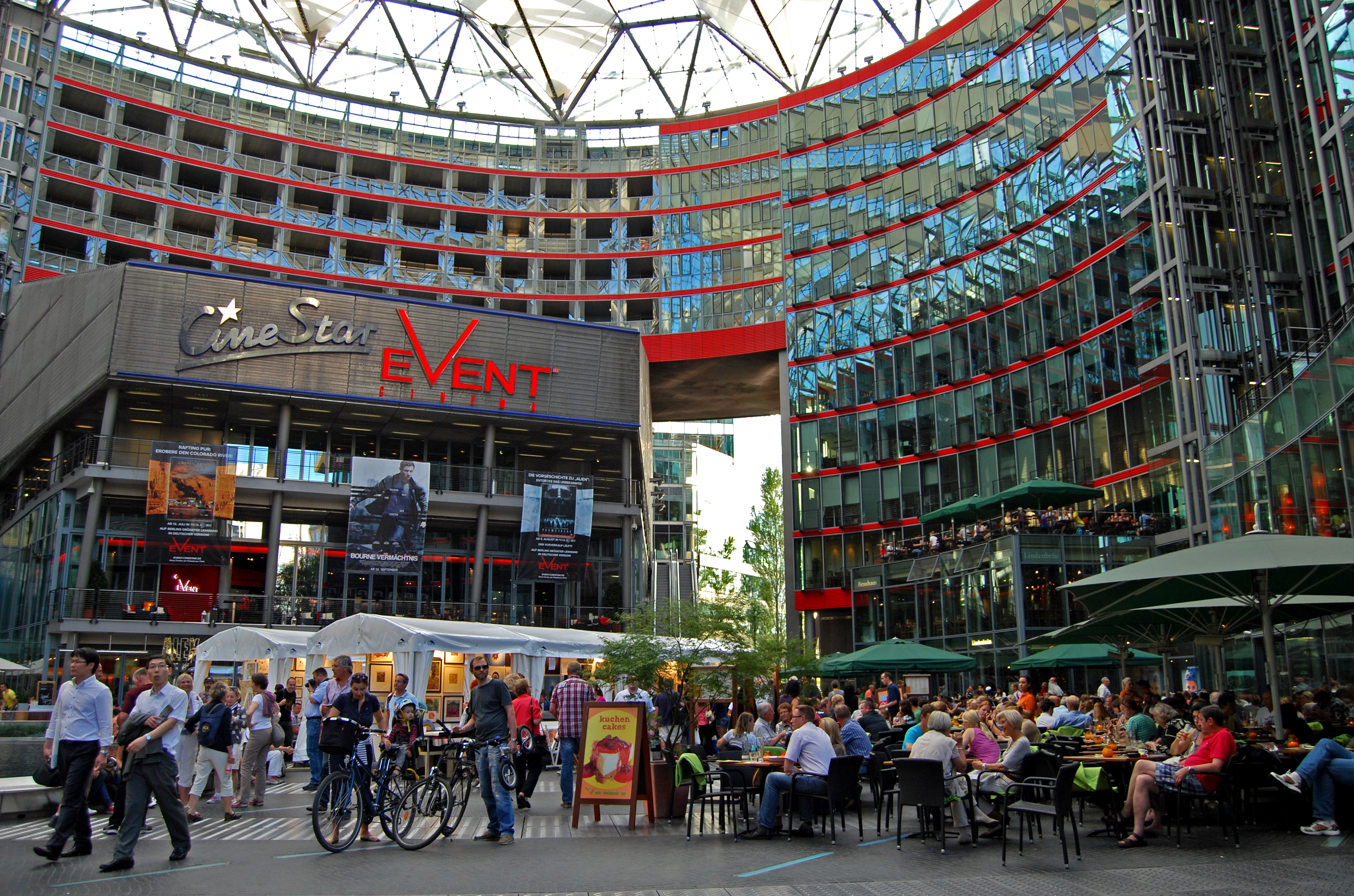
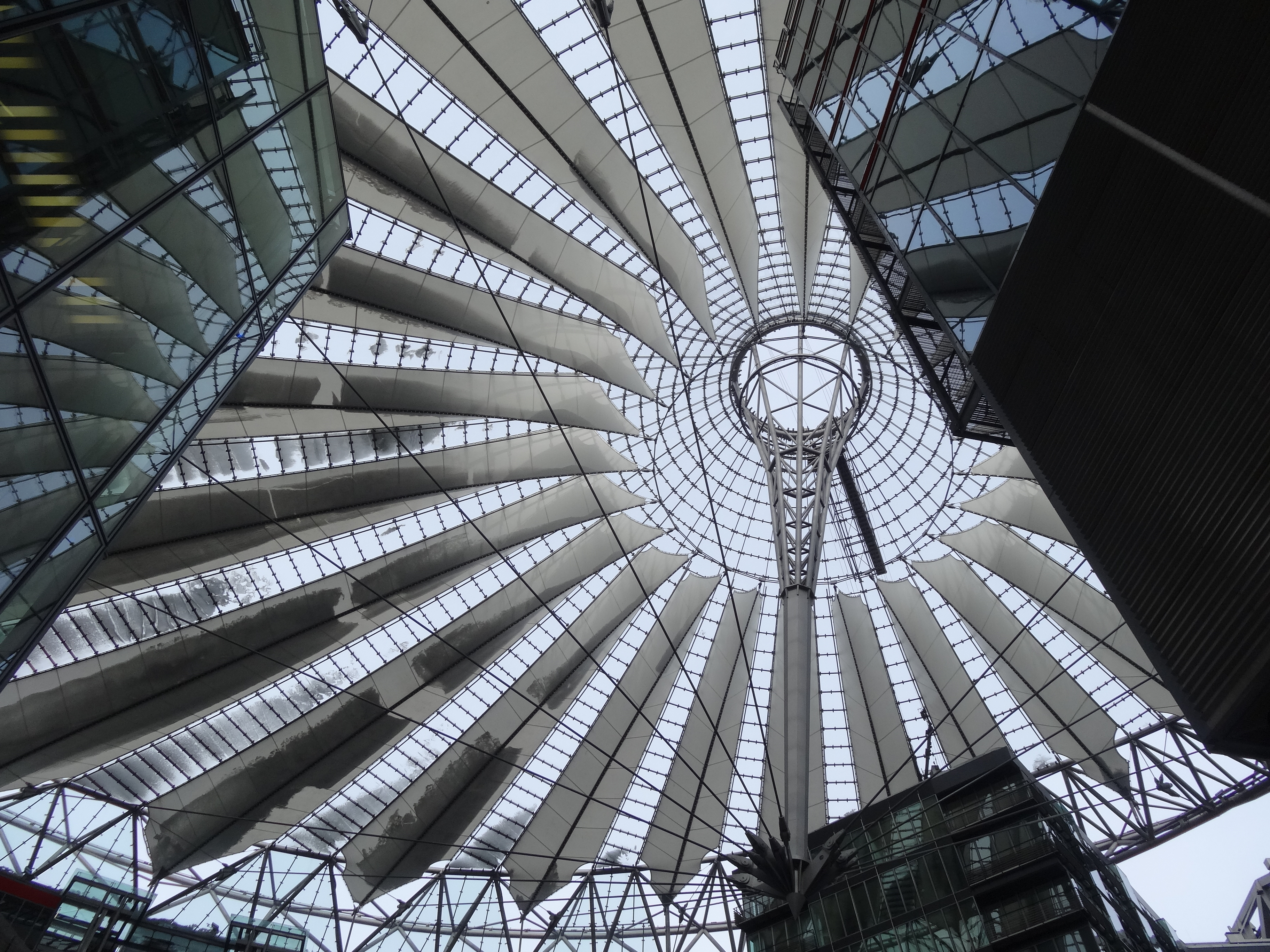
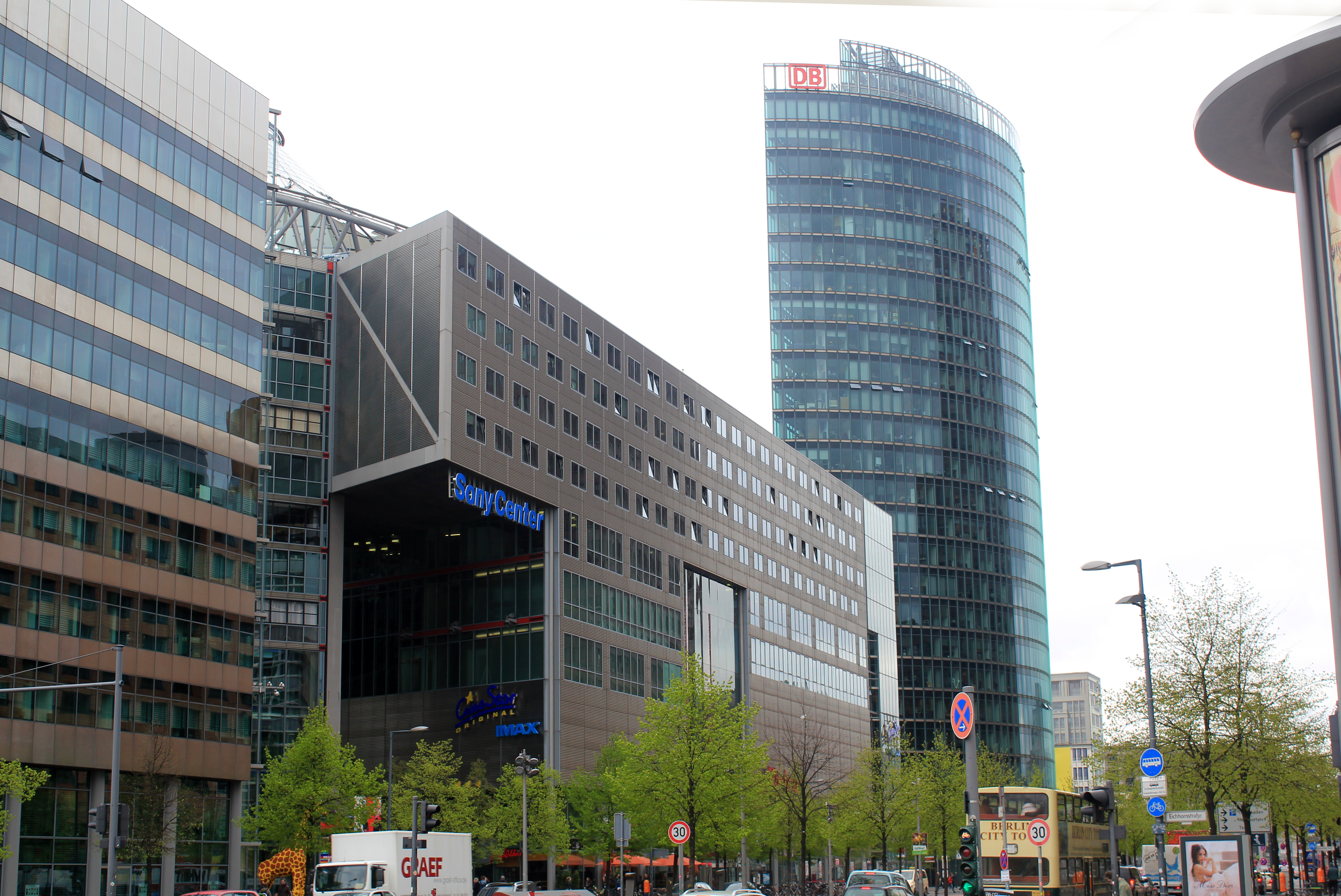
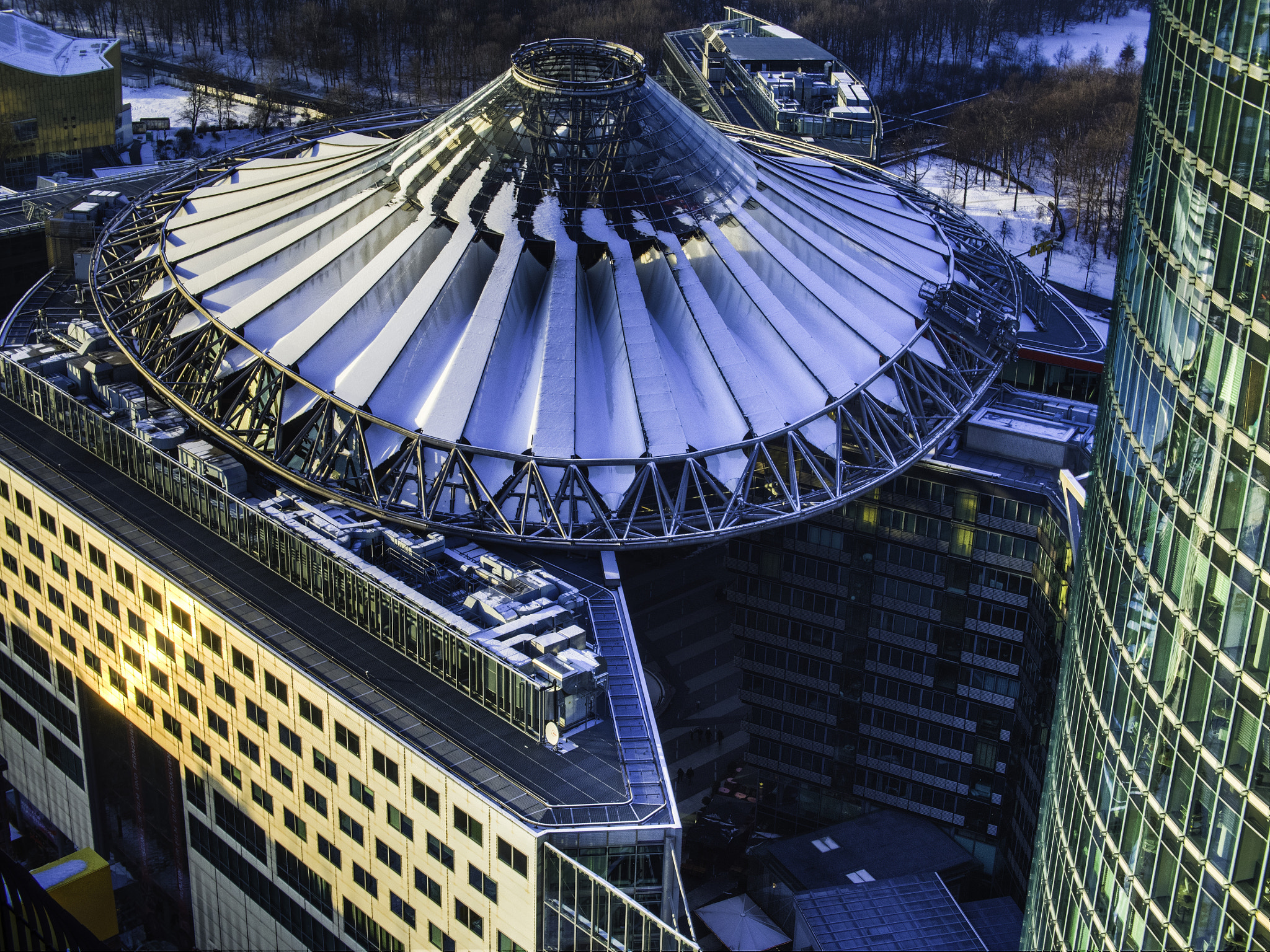
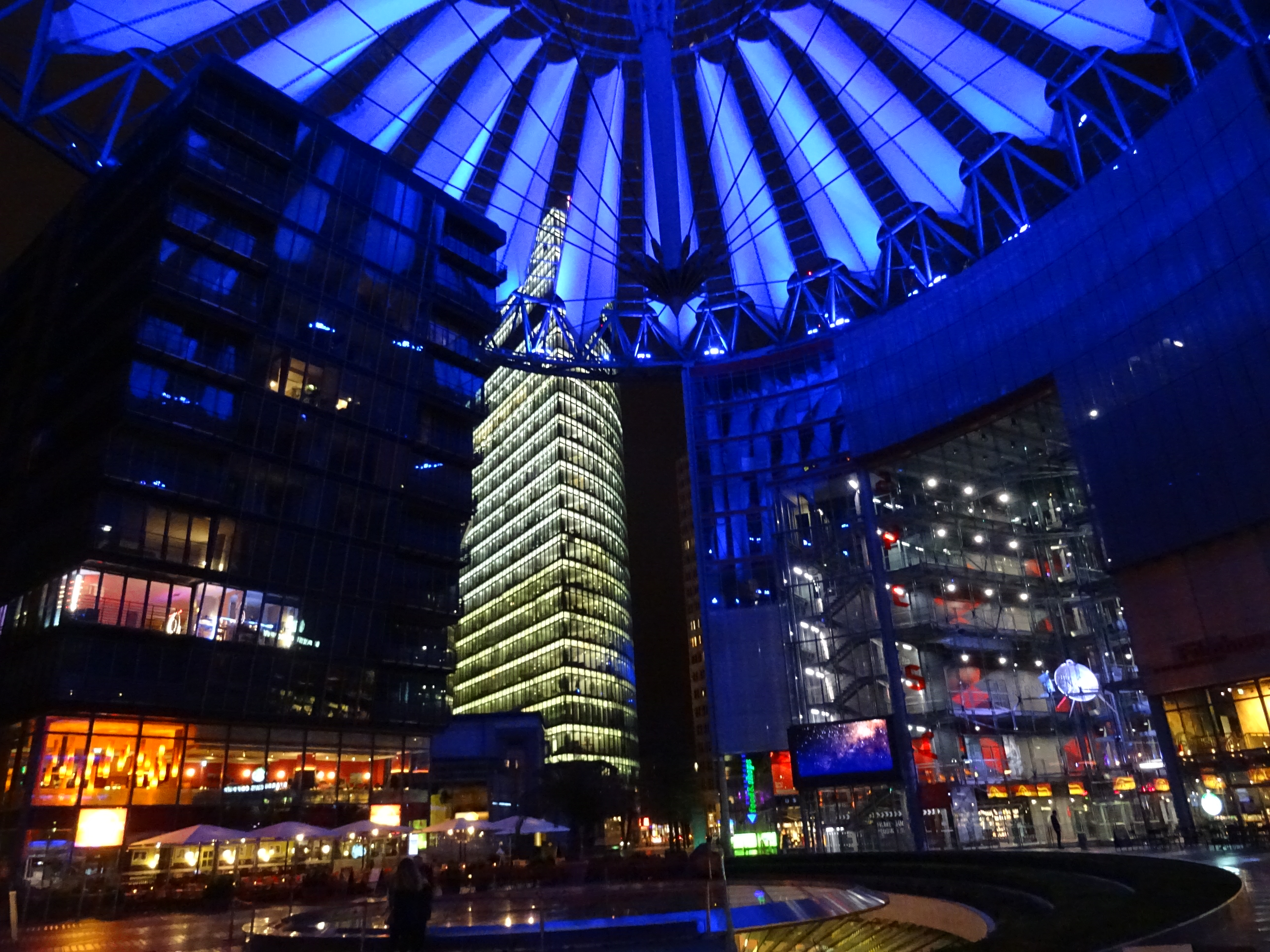
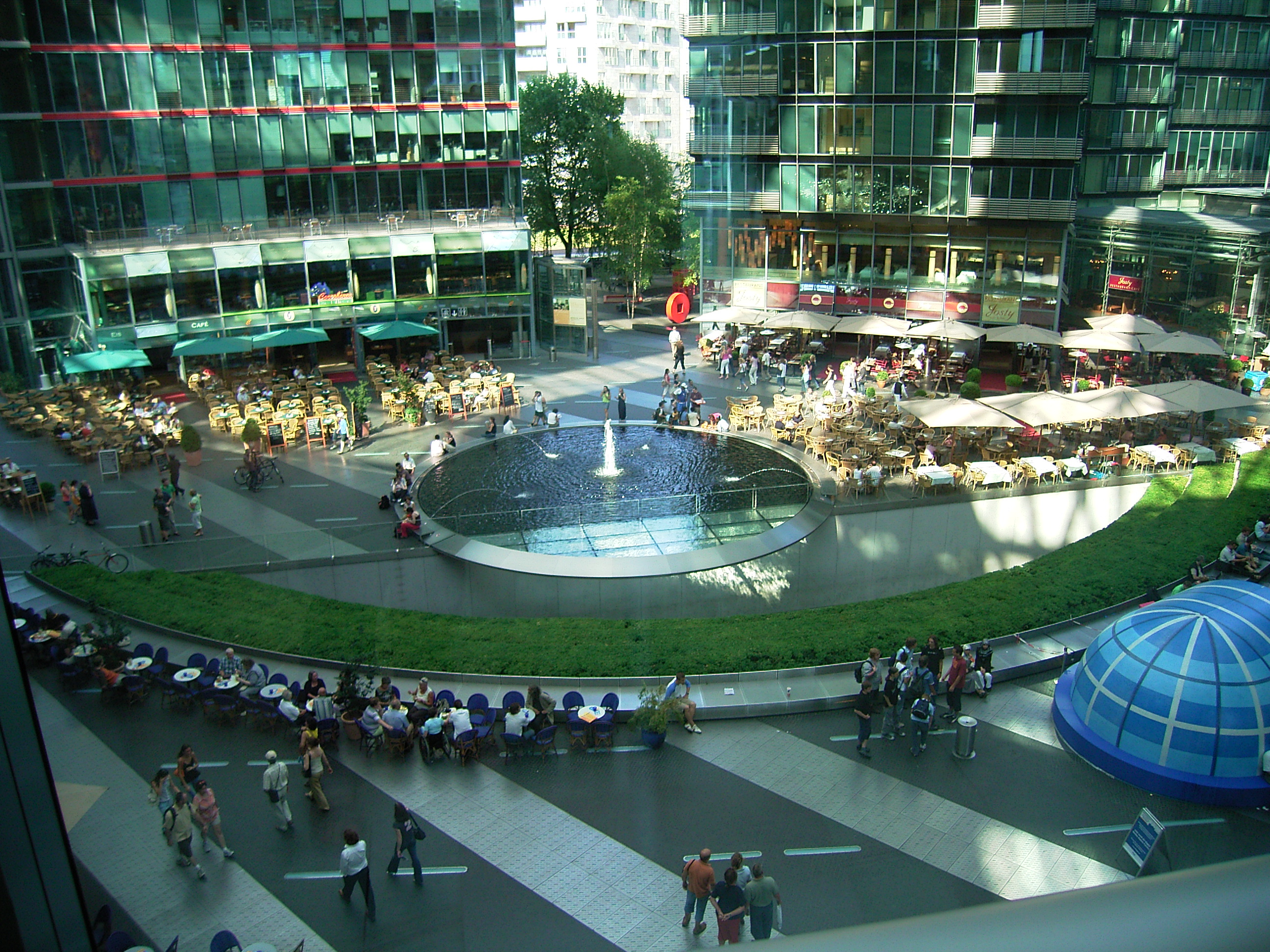
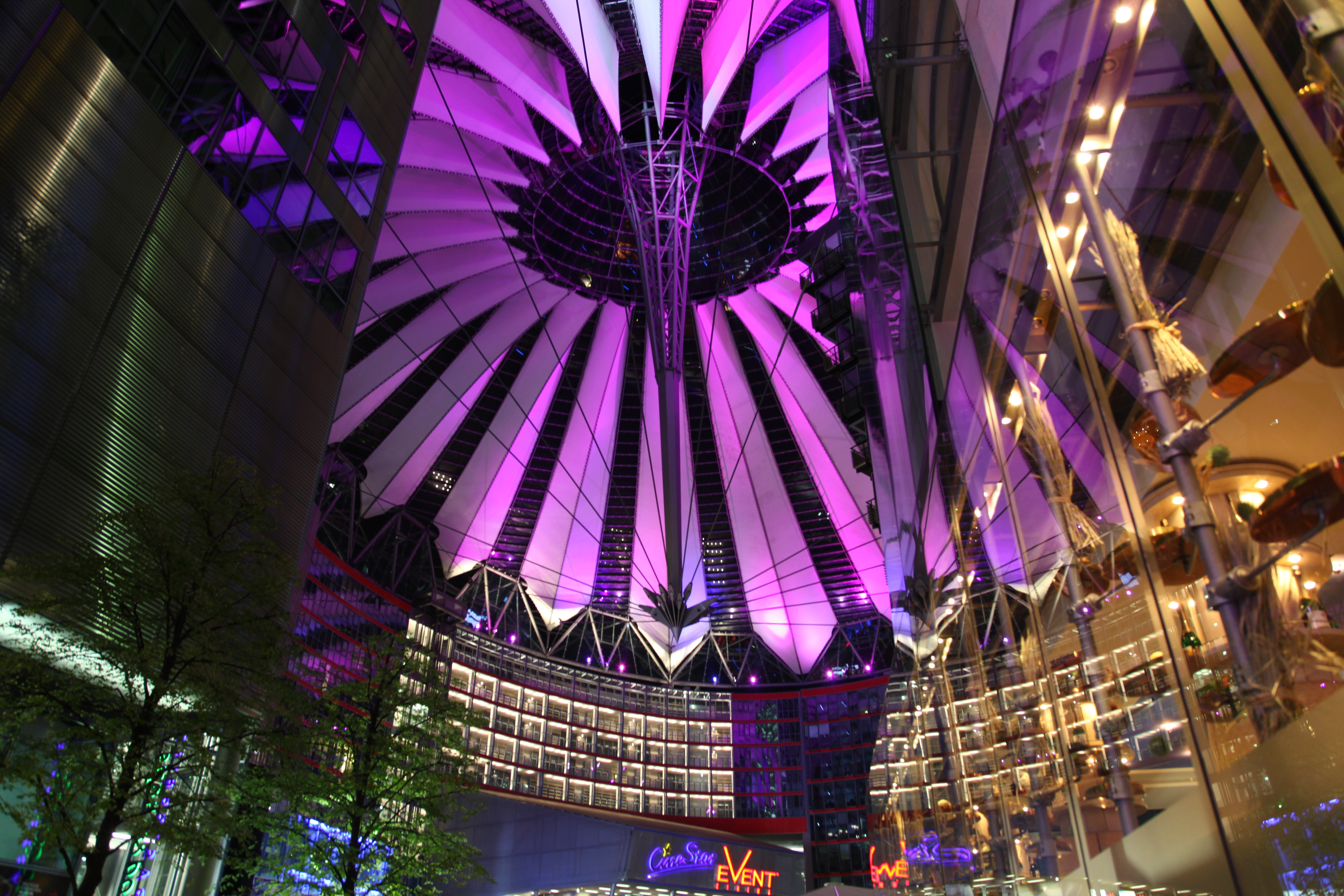